# Колосйоки
Колосйоки (устар. Колос-йоки) — река в России, протекает в Мурманской области. Впадает в озеро Куэтсъярви. Длина реки составляет 22 км, площадь водосборного бассейна 140 км².
- В 3,3 км от устья по правому берегу реки впадает река Малая Колосйоки.
- В 18 км от устья по левому берегу реки впадает река Соукерйоки.

## Данные водного реестра
По данным государственного водного реестра России относится к Баренцево-Беломорскому бассейновому округу, водохозяйственный участок реки — реки бассейна Баренцева моря от реки Патсо-Йоки (граница РФ с Норвегией) до западной границы бассейна реки Печенга. Речной бассейн реки — бассейны рек Кольского полуострова, впадает в Баренцево море.
Код объекта в государственном водном реестре — 02010000112101000000160.